# Joachim Sanden
Joachim Sanden (* 21. September 1965 in Bochum; † 5. Dezember 2017 in Lüneburg) war ein deutscher Jurist.

## Leben
Von 1985 bis 1991 studierte er Rechtswissenschaften und der Volkswirtschaftslehre in Köln und Bonn (1991 erstes juristisches Staatsexamen, 1993 juristische Promotion an der Universität zu Köln, 1994 zweites juristisches Staatsexamen). Von 1994 bis 1999 war er Referent im Bundesministerium für Umwelt, Naturschutz und Reaktorsicherheit. Von 1999 bis 2007 war er Akademischer Rat an der Universität Lüneburg. Von 2002 bis 2003 war er Gastprofessor an der Universität Tartu, Juristische Fakultät. Seit 2007 war er in der Behörde für Stadtentwicklung und Umwelt der Freien und Hansestadt Hamburg tätig. Nach der Habilitation 2003 in Lüneburg wurde er 2008 zum außerplanmäßigen Professor an der Leuphana Universität Lüneburg ernannt. 2009 erwarb er die Promotion mit einer politikwissenschaftlichen Dissertation zum Dr. rer. pol. am Fachbereich Sozialwissenschaften der Universität Osnabrück.
Joachim Sanden wurde auf dem Zentralfriedhof Lüneburg beigesetzt.

## Schriften (Auswahl)
- Wasserrecht im Wandel. Die wasserrechtlichen Abgaben der ehemaligen DDR und ihre Relevanz für das bundesdeutsche Umweltrecht. Baden-Baden 1994, ISBN 3-7890-3572-6.
- Die Weiterentwicklung der föderalen Strukturen der Bundesrepublik Deutschland. Staatsrechtliche Studie zu einem postmodernen Ansatz der Bundesstaatsreform. Berlin 2005, ISBN 3-428-11632-1.
- Die New-governance-Ansätze in der europäischen Wirtschaftspolitik am Beispiel der Energiepolitik. Marburg 2009, ISBN 978-3-8288-9918-6.
- mit Thomas Schomerus und Falk Schulze: Entwicklung eines Regelungskonzepts für ein Ressourcenschutzrecht des Bundes. Forschungsbericht 3709181521. Berlin 2012, ISBN 3-503-14162-6.